# Agrilus hespenheidei
Agrilus hespenheidei är en skalbaggsart som beskrevs av Nelson in Nelson och Frederic Westcott 1991. Agrilus hespenheidei ingår i släktet Agrilus och familjen praktbaggar. Inga underarter finns listade i Catalogue of Life.